# Lago de Monjes
El lago de Monjes (en catalán estany de Monges) es un lago español se sitúa en el término municipal de Valle de Bohí, en la comarca de la Alta Ribagorza, dentro del parque nacional de Aigüestortes y Lago de San Mauricio, provincia de Lérida, Cataluña.
Es de origen glaciar y está situado a 2418 m de altitud, con una superficie de 15 hectáreas. Drena hacia el lago de Travessani. Cabe destacar a su alrededor el Cerro de Monjes, el Coret de Oelhacrestada, el Montardo, las Agulhes deth Puerto, el lago de Mangades y el lago de Travessani.